# Hans Dekkers (1954)
Johannes Henricus Antonius (Hans) Dekkers (Venlo, 25 december 1954) is een Nederlandse schrijver. Hij schrijft romans, korte verhalen, gedichten en theaterstukken. Zijn eerste literaire verhaal De zwarte buste van Bach werd in 1992 in het literaire tijdschrift De Revisor gepubliceerd.
Dekkers studeerde sociologie aan de Katholieke Universiteit van Nijmegen. Hij maakte deel uit van diverse popgroepen, onder andere Bazooka en Das Wesen. Sinds 1984 woont en werkt hij in Amsterdam.